# ابراهیم بایش
ابراهیم بایش (زادهٔ ۱ مهٔ ۲۰۰۰) بازیکن
در حال حاضر در پست هافبک برای باشگاه فوتبال الریاض بازی می‌کند.
وی همچنین در تیم‌های ملی فوتبال زیر ۱۷ سال عراق، زیر ۲۳ سال عراق و عراق بازی کرده‌است.